# Trussville
 Trussville és una població dels Estats Units a l'estat d'Alabama. Segons el cens del 2000 tenia 12.924 habitants.

## Demografia
Segons el cens del 2000, Trussville tenia 12.924 habitants, 4.588 habitatges, i 3.817 famílies La densitat de població era de 225 habitants/km².
Dels 4.588 habitatges en un 42,2% hi vivien nens de menys de 18 anys, en un 73,3% hi vivien parelles casades, en un 7,6% dones solteres, i en un 16,8% no eren unitats familiars. En el 15,3% dels habitatges hi vivien persones soles el 7% de les quals corresponia a persones de 65 anys o més que vivien soles. El nombre mitjà de persones vivint en cada habitatge era de 2,79 i el nombre mitjà de persones que vivien en cada família era de 3,11.
Per edats la població es repartia de la següent manera: un 27,4% tenia menys de 18 anys, un 6,2% entre 18 i 24, un 28,5% entre 25 i 44, un 26,1% de 45 a 60 i un 11,7% 65 anys o més.
L'edat mitjana era de 38 anys. Per cada 100 dones hi havia 94,9 homes. Per cada 100 dones de 18 o més anys hi havia 1290,8 homes.
La renda mitjana per habitatge era de 66.943 $ i la renda mitjana per família de 71.111 $. Els homes tenien una renda mitjana de 48.921 $ mentre que les dones 31.806 $. La renda per capita de la població era de 27.235 $. Aproximadament el 2,5% de les famílies i el 3,5% de la població estaven per davall del llindar de pobresa.

## Poblacions properes
El següent diagrama mostra les poblacions més properes.